# ディシーバー・オブ・ザ・ゴッズ
『ディシーバー・オブ・ザ・ゴッズ』(Deceiver of the Gods)は、メタル・ブレイド・レコーズから2013年に発売されたアモン・アマースのスタジオ・アルバムである。8曲目の「ヘル」ではキャンドルマスの元ヴォーカルメシア・マーコリンがゲスト参加している。

## 収録曲
- 1. ディシーバー・オブ・ザ・ゴッズ - Deceiver of the Gods
- 2. アズ・ローク・フォールズ- As Loke Falls
- 3. ファーザー・オブ・ザ・ウルフ - Father of the Wolf
- 4. シェイプ・シフター - Shape Shifter
- 5. アンダー・シージュ - Under Siege
- 6. ブラッド・イーグル - Blood Eagle
- 7. ウィ・シャル・デストロイ - We Shall Destroy
- 8. ヘル - Hel
- 9. カミング・オブ・ザ・タイド - Coming of the Tide
- 10. ウォーリア・オブ・ザ・ノース- Warriors of the North

### 日本盤DVD
- 1. バーニング・アンヴィル・オブ・スティール - Burning Anvil of Steel
- 2. サタン・ライジング - Satan Rising
- 3. スネーク・アイズ - Snake Eyes
- 4. スタンド・アップ・トゥ・ゴー・ダウン - Stand Up to Go Down

## メンバー
- ヨハン・ヘッグ(ボーカル)
- ヨハン・ソーダーバーグ(ギター)
- オラビ・ミッコネン(ギター)
- テッド・ランドストローム(ベース)
- フレドリック・アンダーソン(ドラムス)